# Plocaederus glaberrimus
Plocaederus glaberrimus är en skalbaggsart som först beskrevs av Martins 1979.  Plocaederus glaberrimus ingår i släktet Plocaederus och familjen långhorningar. Inga underarter finns listade i Catalogue of Life.